# Середин, Фёдор Яковлевич
Фёдор Яковлевич Середин (1918—1943) — старший лейтенант Рабоче-крестьянской Красной Армии, участник Великой Отечественной войны, Герой Советского Союза (1943).

## Биография
Фёдор Середин родился 15 февраля 1918 года в селе Бородулиха (ныне — Восточно-Казахстанская область Казахстана). Окончил семь классов школы. В 1936 году Середин был призван на службу в Рабоче-крестьянскую Красную Армию. В 1938 году он окончил Ташкентское пехотное училище. Участвовал в боях советско-финской войны. С февраля 1943 года — на фронтах Великой Отечественной войны.
К осени 1943 года гвардии старший лейтенант Фёдор Середин командовал 1-м стрелковым батальоном 24-го гвардейского воздушно-десантного стрелкового полка 10-й гвардейской воздушно-десантной дивизии 37-й армии Степного фронта. Отличился во время битвы за Днепр. В ночь с 30 сентября на 1 октября 1943 года батальон Середина переправился через Днепр и принял активное участие в боях за захват и удержание плацдарма на его западном берегу, две недели отражая немецкие контратаки. 14 октября 1943 года в бою с прорвавшимися к позициям батальона танками противника Середин погиб. Похоронен в братской могиле в селе Днепровокаменка Верхнеднепровского района Днепропетровской области Украины.
Указом Президиума Верховного Совета СССР от 20 декабря 1943 года за «успешное форсирование реки Днепр, прочное закрепление плацдарма на западном берегу реки Днепр и проявленные при этом отвагу и геройство» гвардии старший лейтенант Фёдор Середин посмертно был удостоен высокого звания Героя Советского Союза. Также посмертно был награждён орденом Ленина.